# Отсадочная постель
Отсадочная постель (англ. jig bed; нем. Setzbett n) — в обогащении полезных ископаемых масса материала, которая находится на решете в рабочем состоянии отсадочной машины.

Структура отсадочной постели: I, II — отделения отсадочной машины; 1 — выходной материал; 2 — лёгкие фракции; 3 — лёгкие сростки; 4 — сростки; 5 — тяжёлые сростки; 6 — тяжёлые фракции; 7 — постель; 8 — решето; промпродукт — промежуточный продукт, требующий дальнейшей переработки

Натуральная отсадочная постель представляет собой массу обогащаемого материала повышенного удельного веса (при обогащении угля это в основном породные фракции) в состоянии его продольного перемещения и вертикального расслоения под действием колебаний среды.
Искусственная отсадочная постель — постель, которая специально создаётся на решете из сыпучего зернистого материала заданого удельного веса и гранулометрического состава (полевого шпата, керамических, резиновых, стеклянных кубиков, мешков и т. п.).
Отсадочная постель выполняет важную функцию селективной выгрузки мелких зёрен тяжёлого компонента через решето.
Разрыхлённость отсадочной постели — один из главных интегральных параметров процесса обогащения полезных ископаемых в отсадочных машинах, степень отдаления отдельных зёрен отсадочной постели друг от друга в период её зависания. Определяет возможность взаимного перемещения частичек и, таким образом, является фактором динамичности процесса расслоения постели. Разрыхлённость отсадочной постели — соединительное звено между технологическими и гидродинамическими параметрами. Используется как контролируемый параметр в ряде систем автоматического регулирования отсадочным процессом. Кроме того, периодически контролируется оператором отсадочной машины по побочным проявлениям (по плотности отсадочной постели, которая определяется с помощью щупа).